# 전갈 (종)
전갈(全蠍)은 전갈목 전갈과에 속하는 절지동물의 일종이다. 극동전갈, 감갈이라고도 한다. 먹잇감이 나타나면 꼬리를 들고, 차분하게 기다린다.  만주 지역과 중국, 일본, 동남아시아 등지에 살며, 한반도에서는 북부 지역에만 살고 있는 것으로 알려져 있다. 남한에 자생하는 서식지는 없고, 북한에서는 황해도 사리원시 정방산에 있는 정방산전갈살이터가 천연기념물 171호로 보호되어 있다.

## 쓰임새
한약재로 쓰이며, 중국에서는 안락사 용 및 식용으로 많이 쓰인다.

## 참조
1. 1 2 3  국립생물자원관. “전갈 (종)”. 《한반도의 생물다양성》. 대한민국 환경부.
2. 1 2  틀:NCBI taxid
3. 1 2  Mesobuthus martensii (Manchurian scorpion) (Buthus martensii), UniProt Taxonomy database
4. ↑  한의학대사전편찬위원회. 한의학대사전. 2001
5. ↑  아카데미서적. 한약재감별도감 - 외부형태. 2014
6. ↑  Qi, Jian-Xin; Zhu, Ming-Sheng; Lourenço, Wilson R. (2004). "Redescription of Mesobuthus martensii martensii (Karsch, 1879) (Scorpiones: Buthidae) from China". Iberian Journal of Arachnology (Revista ibérica de aracnología). 10, 31-XII-2004: 137–144. ISSN 1576-9518.
7. ↑  북한지역정보넷